# Ali ibn Abi Talib

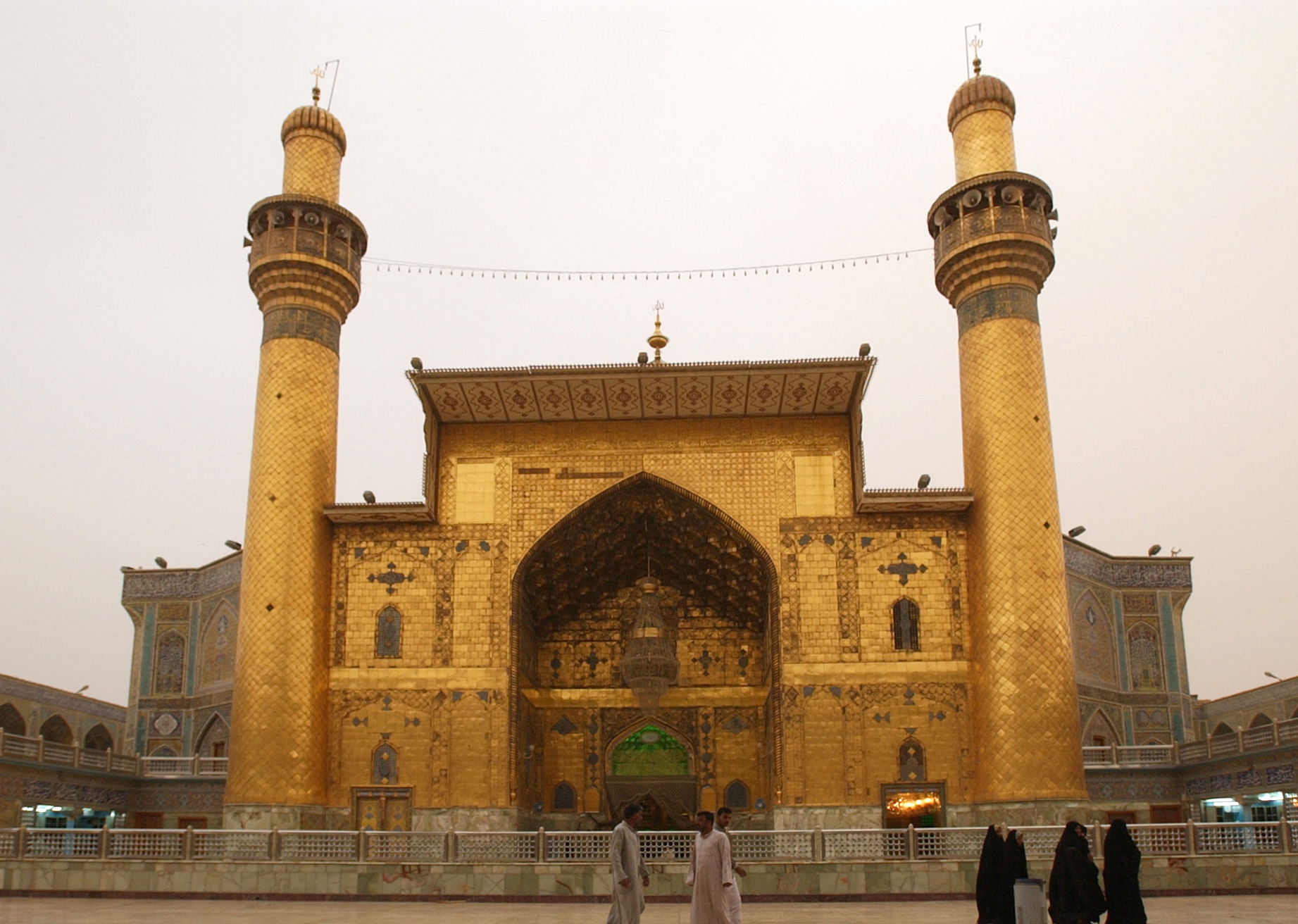
Enligt en mycket utbredd uppfattning bland muslimer är denna moské i Najaf i Irak Alis gravplats.

Ali ibn Abi Talib (arabiska: عَلِيّ بْن أَبِي طَالِب, ʿAlī ibn Abī Ṭālib), av muslimer vanligen benämnd Ali, kallad de troendes befälhavare, född 21 mars 600 i Mecka, död 28 januari 661 i Kufa, Irak, var det islamiska rikets fjärde kalif från 656 till sin död. Han var den siste kalifen i det så kallade rashidunkalifatet. Ali var även den förste imamen enligt imamiterna och zayditerna och hos ismailiterna har han en särställning och har inte fått något ordningsnummer.
Delningen av islam i sunni och shia är en konsekvens av maktkampen efter profetens död och eskalerade efter Alis död. Enligt hans anhängare, som kallas Shī'at Ali ("Alis anhängare") skulle Ali efterträdas av sin son, men ståthållaren Muawiya I i Syrien vägrade erkänna Alis legitimitet och gjorde uppror.
Ali var profeten Muhammeds kusin, svärson genom dottern Fatima och hans närmste följeslagare. Ali tillhörde Muhammeds klan Banu Hashim. Ali och Fatima hade tillsammans sönerna Hasan och Husayn samt döttrarna Zainab och Umm Kulthum. Ali är anfader, med Fatima, till Muhammeds alla ättlingar vilka den muslimska gemenskapen kallar för shurafa eller sadat.
I den historiska traditionen i den islamiska medeltiden personifierade Ali den ädle och hjältemodige krigaren.

## Uppväxtåren i Mecka
Enligt de flesta traditionerna föddes Ali inne i Kaba, Mecka, senare islams heligaste plats. Hans far var Abu Talib ibn Abd al-Muttalib, som var ledare för Banu Hashim, och hans mor var Fatima bint Asad. Vid fem års ålder blev Ali omhändertagen av Muhammed, som själv växte upp i farbrodern Abu Talib ibn Abd al-Muttalibs hem.
Varje gång profeten lämnade Mecka för att gå till ett berg och öknen tog han Ali med sig. Det har rapporterats att vid tiden då Muhammed började få uppenbarelser att Muhammed sa till Ali, att om han (Muhammed) inte var profeternas sigill skulle han (Ali) haft en andel i profetskap. Men han sa att eftersom han (Ali) inte var en profet så var han en profets wasi (legatarie) och warith (arvinge).
Ali var bland de första muslimerna, enligt shiiterna är han även den första man som erkände sig som muslim efter profeten, och vigde därefter hela sitt liv åt islam.
Muhammeds kallelse till islam i Mecka varade i tretton år, varav tre år var i hemlighet. Under dessa år tillbringade Ali mycket av sin tid för att tillgodose behoven hos den meckanska islamiska gemenskapen, särskilt de fattiga.

### Inbjudan av Muhammeds nära släktingar
Enligt al-Tabari, i början av det offentliga kallandet och efter uppenbarelsen av versen: "Varna dina närmaste släktingar" (Koranen, 26:214), befalldes Muhammed att bjuda in sina släktingar till en fest. Därmed bjöd han in 40 av sina nära släktingar från Banu Hashim-klanen till festen. Enligt al-Tabari, Ali ibn al-Athir och Abulfeda frågade Muhammed i denna högtid sina släktingar om de var villiga att hjälpa honom i hans gudomliga uppdrag. Den som hjälpte honom, sade Muhammed, skulle vara hans broder, förvaltare och efterträdare. Det sägs att ingen svarade, förutom Ali, som var 13 år vid den tiden, enligt Momen. Muhammed upprepade sin begäran två gånger till. Ändå var Ali den enda volontären. Efter tredje gången, skriver al-Tabari, lade Muhammed sin arm om Ali och meddelade: "Detta är min bror, min förvaltare och min efterträdare bland er, så lyssna på honom och lyd." Detta tillkännagivande möttes av förlöjligande och gästerna skingrades, och sa till Abu Talib: "Han har beordrat dig att lyssna på din son och lyda honom!" Rubin analyserar berättelserna om denna händelse som verkar främja den tidiga utnämningen av Ali till Muhammeds arvtagare, varav en är relaterad på Alis auktoritet.

## Från migrationen till Medina till Muhammeds död

### Laylat al-Mabit
År 622, som senare markerade början på den islamiska kalendern, informerades Muhammed om en lönnmordskomplott av den meckanska eliten, och det sägs att det var Ali som sov i Muhammeds säng istället för honom för att omintetgöra lönnmördarnas plan och underlätta Muhammeds säkra flykt till Yathrib (nu Medina). När lönnmördarna gick in i Muhammeds hus med dragna dolkar, blev de förvånade över att hitta Ali där men gjorde honom inte illa. Ibn Abbas berättar att det var när Ali riskerade sitt liv som vers 2:207 uppenbarades och prisade honom: "Det finns också den människa som är beredd att offra sig själv för att vinna Guds välbehag ..."

### Migration till Medina
Ali stannade kvar i några dagar för att återlämna egendomarna som anförtrotts Muhammed, innan han flydde från Mecka med Muhammeds familj. Han var 22 eller 23 år vid den tiden, enligt Nasr och Afsaruddin. Shiitiska källor rapporterar att Muhammed, kort efter migrationen till Medina, berättade för Ali att Gud hade befallt honom att låta sin dotter, Fatima, gifta sig med honom.

### Mubahala-händelsen

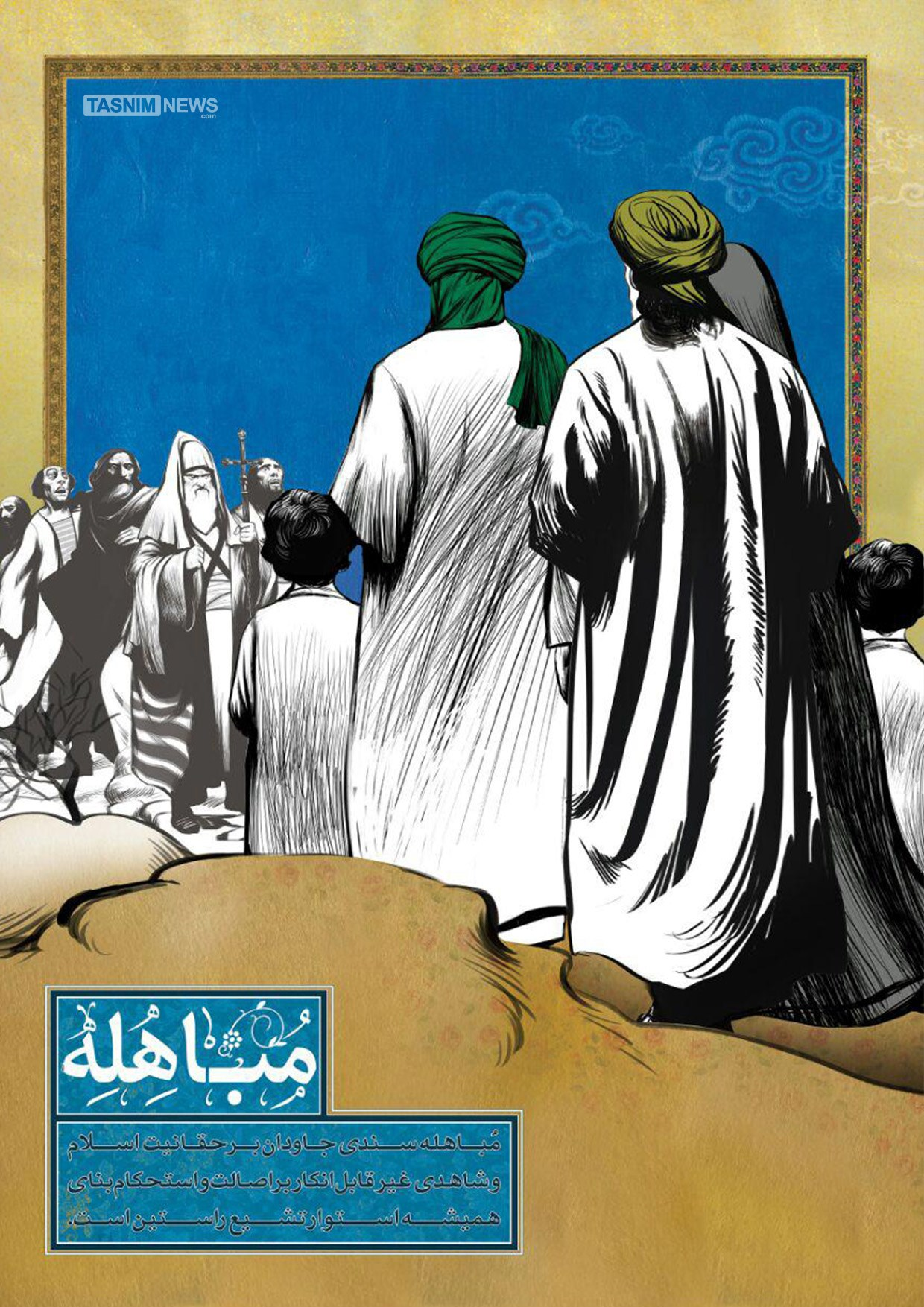
En illustration av mubahalahändelsen.

År 10 AH (631–632 e. Kr.) besökte en kristen delegation från Najran, Muhammed för att diskutera vilken av de två parterna som hade fel i sin lära om Jesus. Efter en resultatlös debatt, i vilken Muhammed liknade Jesu födelse med skapandet av Adam, beslutades det att mubahala skulle äga rum, där båda parter skulle be för att åkalla Guds förbannelse över den som ljög. Det är då Muhammed rapporteras ha mottagit koranvers 3:61, även känd som Mubahalaversen, som lyder:
Om någon vill tvista med dig om detta, sedan du tagit emot den kunskap som har kommit dig till del, säg då: "Låt oss kalla våra söner och era söner, våra kvinnor och era kvinnor, ja, låt oss alla samlas och ödmjukt be Gud att Han avkunnar Sin dom, och låt oss nedkalla Guds fördömelse över alla som ljuger."
Madelung hävdar att "våra söner" i versen måste syfta på Muhammeds barnbarn, Hasan och Husayn. I så fall, fortsätter han, vore det rimligt att även ta med deras föräldrar, Ali och Fatima, i evenemanget. På Muhammeds sida är shiitiska återberättelser om händelsen samstämmiga om att "våra kvinnor" syftar på Fatima och att "oss själva" syftar på Ali. Däremot nämner de flesta sunnitiska berättelser som citeras av al-Tabari inte deltagarna. Andra sunnimuslimska historiker nämner Muhammed, Fatima, Hasan och Husayn som deltagare i mubahala, och vissa håller med om shiatraditionen att Ali var bland dem. Vissa berättelser om mubahala-händelsen tillägger att Muhammed, Ali, Fatima, Hasan och Husayn stod under Muhammeds mantel, och dessa fem är också kända som Ahl al-Kisa (Mantelns folk).

### Uppdrag och militär karriär
Efter migrationen till Medina parade Muhammed ihop muslimer för broderskapspakter, och han sägs ha valt Ali som sin broder, och att han en gång sa till honom, "Du är min broder i den här världen och livet efter detta", enligt Nasr och Afsaruddin. Under denna period agerade Ali som Muhammeds sekreterare och ställföreträdare. Han utnämnde Ali som en av de skriftlärda som hade i uppgift att skriva ned Koranen. År 628 skrev Ali ner villkoren i Hudaybiyyah-fördraget – fredsfördraget mellan Muhammed och Qureish. År 630, efter uppenbarelsen av suran at-Tawbah, skickade Muhammad Abu Bakr till Mecka för att ställa ett ultimatum till förnekare, men skickade sedan Ali för att ta över detta ansvar efter Gabriels ingripande, enligt shiitiska och vissa sunnitiska källor. Som en ledande medlem i Muhammeds Ahl al-Bayt beordrades Ali att recitera det nyligen uppenbarade kapitlet at-Tawba för pilgrimerna i Mecka, även om Abu Bakr ledde pilgrimsfärden. År 631 skickades Ali till Jemen för att sprida islams lära. På Muhammeds begäran sägs Ali ha sett till att erövringen av Mecka var utan blodspillan och senare befriat Kaba från idoler.

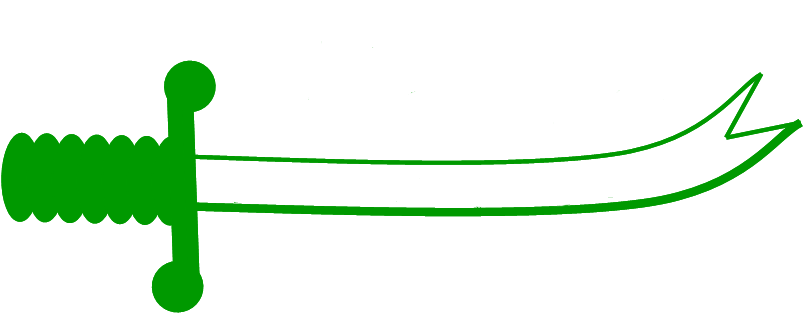
Imam Alis legendariska svärd, det dubbeleggade Dhulfiqar.

Ali följde med Muhammed i nästan alla hans militära expeditioner utom slaget vid Tabuk, under vilket han lämnades kvar som ansvarig för Medina. Han ledde också expeditionerna till Fadak och Jemen i Muhammeds frånvaro. Alis tapperhet och hans angrepp mot fienden blev senare legendariska. Han försvarade kraftfullt Muhammed i det svåra slaget vid Uhud och slaget vid Hunayn. Under slaget vid Uhud rapporterade Muhammed att han hörde en gudomlig röst som sa: "Det finns inget svärd förutom Dhulfiqar [Alis svärd], och det finns ingen tapper ungdom (fata) utom Ali." Muslimernas seger i slaget vid Khaybar har tillskrivits hans mod, och han rapporteras ha rivit av fiendens forts järnport, enligt en populär legend. Tillsammans med Zubayr sägs Ali ha övervakat dödandet av Banu Qurayza-männen för förräderi år 5 AH, även om historiciteten av denna händelse har ifrågasatts.

### Ghadir Khumm

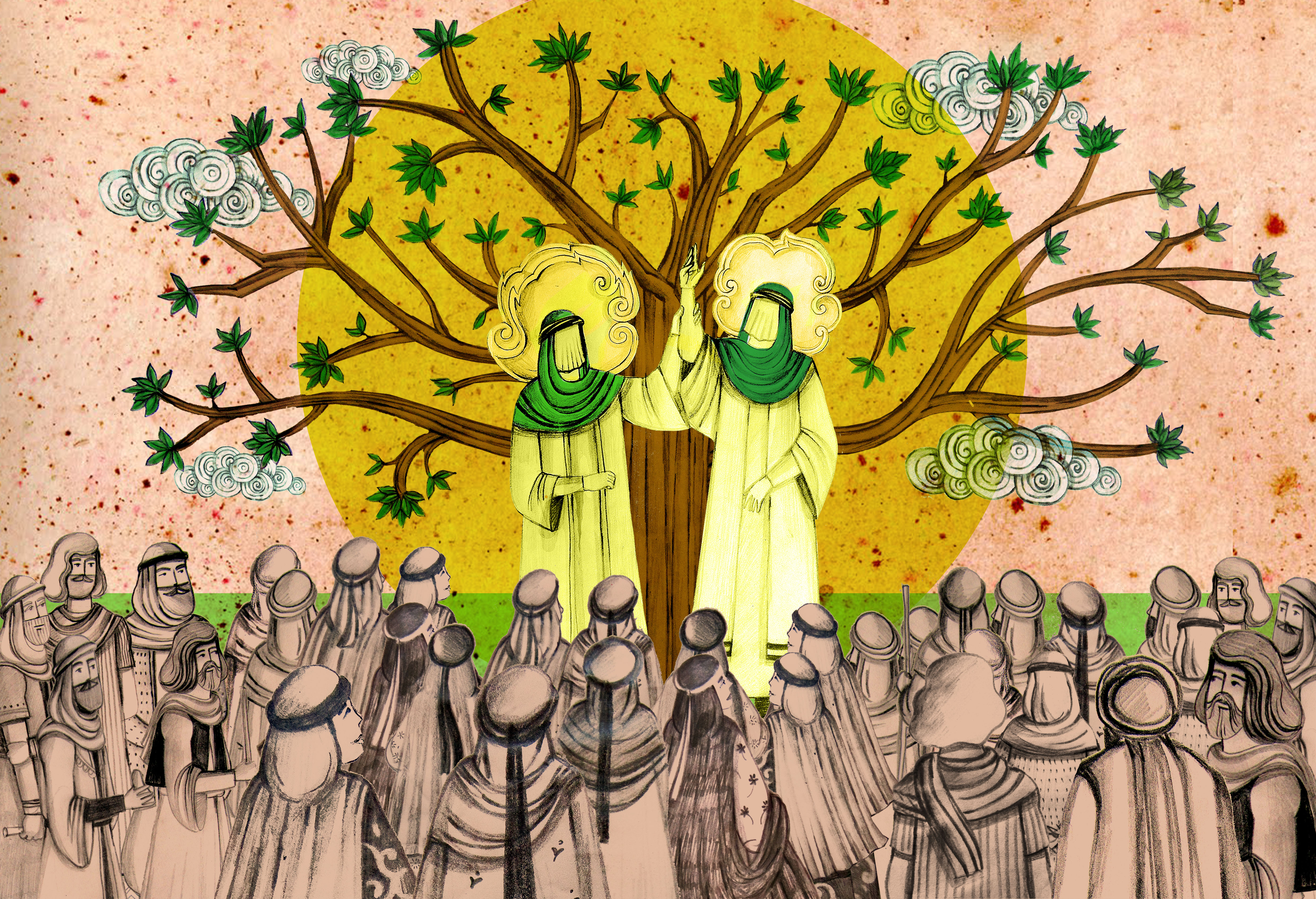
En illustration av händelsen i Ghadir Khumm.

När Muhammed återvände från farvälpilgrimsfärden år 632, gjorde han ett tillkännagivande om Ali som tolkas olika av sunni- och shiamuslimer. Han stoppade karavanen vid Ghadir Khumm och tilltalade pilgrimerna efter gruppbönen. Under sin predikan, när han tog tag i Alis hand, frågade Muhammed sina anhängare om han inte var närmare (awlā) de troende än de själva. När folkmassan ropade instämmande förklarade Muhammed: "Den jag är mawla för, är denna Ali hans mawla." Musnad Ibn Hanbal, en kanonisk sunnitisk källa, tillägger att Muhammed upprepade denna mening tre eller fyra gånger till och att hans följeslagare Umar, efter Muhammeds predikan, gratulerade Ali och sa: "Du har nu blivit mawla för varje troende man och kvinna." I denna predikan och tidigare i Mecka sägs Muhammed ha uppmärksammat muslimer om hans annalkande död. Shiitiska källor beskriver händelsen mer detaljerat och kopplar händelsen till uppenbarelsen av verserna 5:3 och 5:67 i Koranen.
Mawla är ett mångtydigt arabiskt ord som kan betyda 'herre', 'beskyddare', 'förmyndare' eller 'hjälpare'. Shiamuslimer tolkar Muhammeds tillkännagivande som ett tydligt utnämnande av Ali som hans efterträdare, medan sunnimuslimer ser Muhammeds predikan som ett uttryck för hans nära relation till Ali och för hans önskan att Ali, som hans kusin och svärson, skulle ärva hans familjeansvar vid hans död. Många sufi-muslimer tolkar denna episod som överföringen av Muhammeds andliga makt och auktoritet till Ali, som de betraktar som wali ( 'vän, helgon') framför alla andra.
Wain och hans medförfattare har ifrågasatt historiciteten av denna händelse, med hänvisning till Ibn Kathir som ansåg att Ali var i Jemen vid den tiden. Däremot skriver Veccia Vaglieri att återberättelserna om Ghadir Khumm är så många och så välbestyrkta att det inte verkar vara möjligt att förkasta dem. Denna syn återspeglas av Dakake och Amir-Moezzi. Under sitt kalifat sägs Ali ha citerat denna händelse för att stödja hans överlägsenhet över sina föregångare, nämligen Abu Bakr, Umar och Uthman.

## Livet under rashidunkalifatet
Nästa fas av Alis liv började år 632, efter Muhammeds död, och varade tills mordet på Uthman ibn Affan, den tredje kalifen, år 656. Under dessa 24 år deltog Ali inte i strid eller erövring.

### Efterträdandet av Muhammed

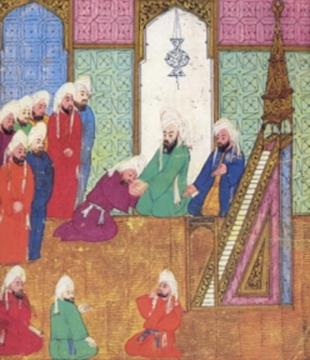
En illustration om hur Abu Bakr valdes i rådslaget i Saqifa.

Medan Ali förberedde Muhammeds kropp för begravning, samlades en grupp av Ansar (infödda Medinabor, bokstavligen. 'hjälpare') vid Saqifa med avsiktligt uteslutande av Muhajirun (migranter) för att diskutera muslimernas framtid. När Abu Bakr och Umar, båda seniora följeslagare till Muhammed, fick veta om detta, skyndande de för att delta i sammankomsten och var troligen de enda representanterna för Muhajirun i Saqifa, tillsammans med Abu Ubayda. De närvarande vid Saqifa utsåg Abu Bakr till Muhammeds efterträdare efter en het debatt som sägs ha blivit våldsam.
Det finns vissa bevis för fallet att Ali skulle bli kalif togs upp utan framgång i Saqifa. Dock har det föreslagits att i ett brett råd (shura) med Ali bland kandidaterna, skulle Ansar ha stöttat Alis kalifat på grund av hans familjeband med dem och samma argument som gynnade Abu Bakr framför Ansar (släktskap, tjänst till islam, etc.) skulle ha gynnat Ali framför Abu Bakr. Veccia Vaglieri, å andra sidan, menar att Ali, drygt 30 år gammal vid den tiden, inte hade någon chans med tanke på arabernas (för-islamiska) tradition att välja ledare bland sina äldre.
Efter Saqifa sägs det att Umar dominerade Medinas gator med hjälp av stammarna Aslam och Aws, och Abu Bakrs kalifat möttes av lite motstånd där. Ali och hans anhängare vägrade dock initialt att erkänna Abu Bakrs auktoritet och hävdade att Muhammed tidigare hade utsett honom som efterträdare. Det finns sunni- och shia-rapporter om att Umar ledde en beväpnad mobb till Alis hus för att säkra hans löfte om trohet, vilket ledde till en våldsam konfrontation. För att tvinga Ali i linje, bojkottade Abu Bakr senare Muhammeds klan, Banu Hashim, vilket gradvis ledde till att Alis anhängare accepterade Abu Bakrs kalifat.
För sin egen del sägs Ali ha tackat nej till förslag om att med våld fullfölja sina anspråk på kalifatet, inklusive ett erbjudande från Abu Sufyan. Ungefär sex månader efter Muhammeds död lovade Ali sin trohet till Abu Bakr när hans fru, Fatima, dog. Shiamuslimer hävdar att hennes död var ett resultat av de skador som åsamkats i en tidigare våldsam attack mot Alis hus, ledd av Umar, för att tvångsmässigt säkra Alis ed. Det har föreslagits att Ali avstod från sina anspråk på kalifatet för islams enhets skull, när det stod klart att muslimer inte brett stödde hans sak. Andra har noterat att Ali såg sig själv som den mest kvalificerade personen att leda efter Muhammed på grund av sina förtjänster och sitt släktskap med Muhammed. Det finns också bevis för att Ali ansåg sig vara den utsedda efterträdaren till Muhammed genom ett gudomligt dekret vid händelsen av Ghadir Khumm.
Konflikterna efter Muhammeds död anses vara rötterna till den nuvarande splittringen bland muslimer. De som hade accepterat Abu Bakrs kalifat blev senare sunniter, medan anhängarna av Alis rätt till kalifatet så småningom blev shiiter.

### Abu Bakrs kalifat

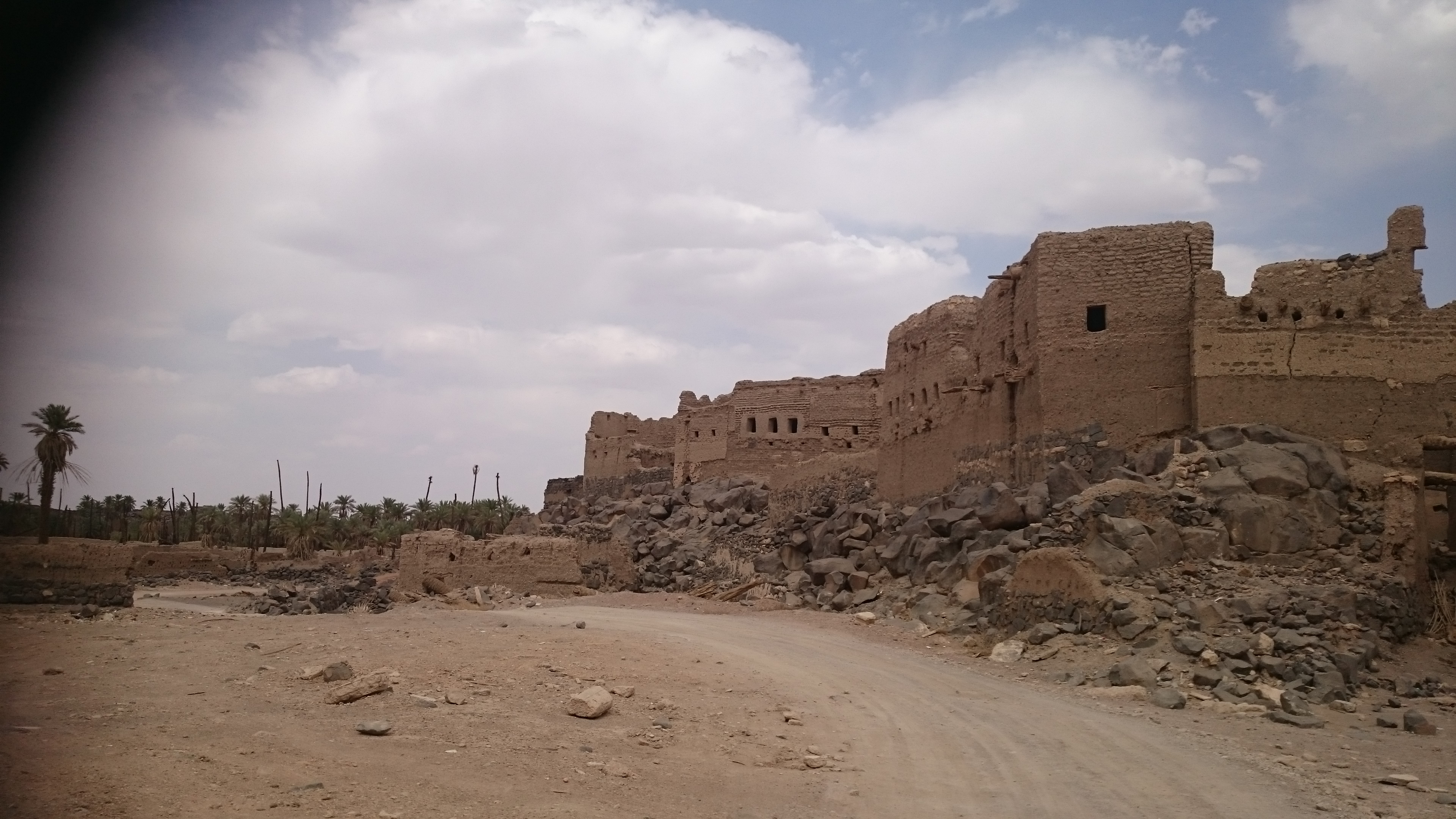
Den gamla staden Fadak.

Början av Abu Bakrs kalifat präglades av kontroverser kring Muhammeds landdonationer till sin dotter, Fatima, Alis hustru. Hon bad Abu Bakr att lämna tillbaka hennes egendom, Fadaks land och hennes andel i Khaybar, vilket Abu Bakr vägrade och sa att Muhammed hade sagt till honom: "Vi [profeterna] har inga arvingar, vad vi än lämnar är allmosa." Efter detta utbyte sägs Fatima ha förblivit arg på Abu Bakr fram till hennes död, inom några månader efter Muhammeds död. Abu Bakr var från början det enda vittnet till detta uttalande, som senare blev känt som hadithen om Muhammeds arv. I själva verket gjorde Abu Bakrs dekret Muhammeds familj arvlösa och fick dem att förlita sig på allmänna allmosor som Muhammed hade förbjudit dem under sin livstid. I samband med denna tvist berättar Ibn Sa'd att Ali motsatte sig Abu Bakrs påstående genom att citera delar av koranvers 27:16: "Och Salomo ärvde Davids [profetiska visdom] ...", och vers 19:6: "som kan bli min arvinge och arvinge till Jakobs hus ...” Att förklara denna skenbara konflikt mellan Koranen och Abu Bakrs hadith blev en utmaning för sunnimuslimska författare.

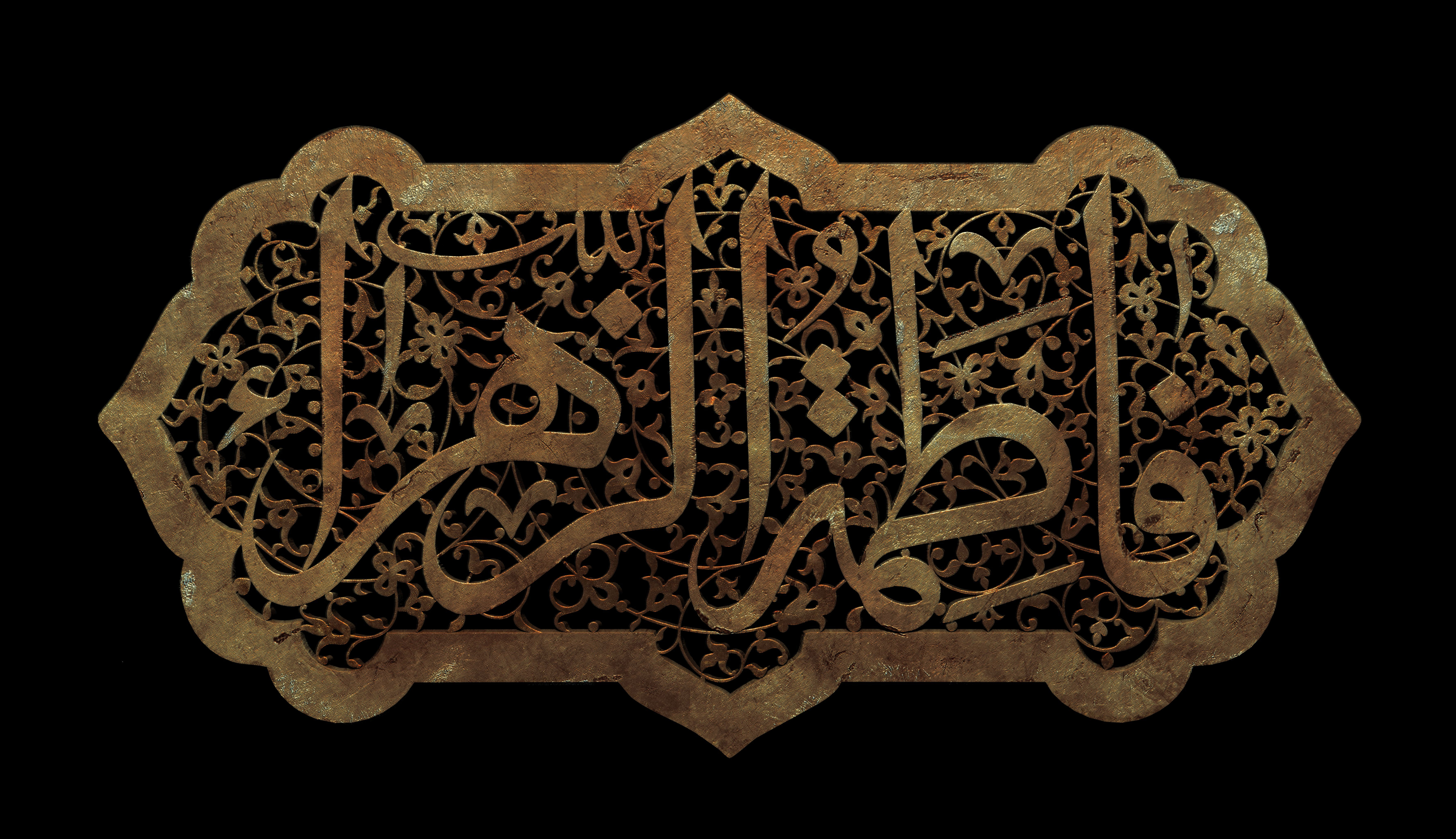
Fatimas namn på arabiska.

Alis fru Fatimas död var en annan kontroversiell händelse under denna period. Det finns starka bevis för att Umar kort efter utnämningen av Abu Bakr till kalif ledde en beväpnad mobb till Alis hus och hotade att sätta eld på det om Ali och anhängarna till hans kalifat, som hade samlats där i solidaritet, inte skulle ge sin lojalitet till Abu Bakr. Scenen blev snart våldsam och i synnerhet Zubayr avväpnades och fördes bort. Den beväpnade mobben drog sig senare tillbaka efter att Fatima, Muhammeds dotter, högljutt tillrättavisade dem. Det är en allmän uppfattning att Ali höll tillbaka sin ed om trohet till Abu Bakr tills efter Fatimas död, inom sex månader efter Muhammeds död. I synnerhet påstår shiitiska och några tidiga sunnitiska källor en sista och mer våldsam räd för att säkra Alis ed, också ledd av Umar, där Fatima led av skador som inom kort ledde till hennes missfall och död. Däremot skriver den sunnimuslimska historikern al-Baladhuri att dispyterna aldrig blev våldsamma och slutade med Alis medgörlighet. Fitzpatrick antar att historien om dispyterna speglar periodens politiska agenda och därför bör behandlas med försiktighet. Veccia Vaglieri hävdar dock att den shiitiska redogörelsen är baserad på fakta, även om den senare har utökats med påhittade detaljer.
I skarp kontrast till Muhammeds livstid drog Ali sig tillbaka från det offentliga livet under Abu Bakrs kalifat (och senare Umar och Uthman), och sysslade främst med religiösa angelägenheter och ägnade sin tid åt att studera och lära ut Koranen. Denna förändring i Alis attityd har beskrivits som en tyst kritik av de tre första kaliferna. Ali sägs ha varit rådgivare till Abu Bakr och Umar i regeringsmässiga och religiösa frågor, även om Alis ömsesidiga misstro och personliga fiendskap med Abu Bakr och Umar också är väldokumenterad. Deras olikheter förekom under valrådets förfaranden 644 där Ali vägrade att bli bunden av de två första kalifernas preferens.

### Umars kalifat
Ali förblev tillbakadragen från offentliga angelägenheter under Umars kalifat, även om Nasr och medförfattare skriver att han rådfrågades i statliga frågor. Även om det är troligt att Umar bad om Alis råd i juridiska frågor med tanke på hans utmärkta kunskap om Koranen och sunna (profetisk preferens), är det enligt Veccia Vaglieri dock inte säkert om hans råd accepterades i politiska frågor. Som ett exempel noterar al-Baladhuri att Alis syn på diwani-intäkter var motsatt den hos Umar, eftersom den förstnämnde ansåg att hela inkomsten borde fördelas mellan muslimer. al-Tabari skriver att Ali var ståthållare i Medina under Umars expedition till Syrien och Palestina.
Umar var uppenbarligen övertygad om att Quraysh inte skulle tolerera kombinationen av profetskapet och kalifatet i Banu Hashim, klanen som både Muhammed och Ali tillhörde. Tidigt i sitt kalifat anförtrodde han till Ibn Abbas att Muhammad hade för avsikt att uttryckligen utse Ali som sin efterträdare under hans sista sjukdom om inte Umar hindrade honom. Icke desto mindre då insåg Umar nödvändigheten av Alis samarbete i hans samarbetsschema för styrelseskick, gjorde Umar några utspel till Ali och Banu Hashim under sitt kalifat utan att ge dem överdriven ekonomisk och politisk makt. Han återlämnade Muhammeds egendomar i Medina till Ali och Muhammeds farbror Abbas, även om Fadak och Khaybar förblev som statlig egendom under Umars kontroll. Umar insisterade också på att gifta sig med Alis dotter Umm Kulthum, vilket Ali motvilligt gick med på efter att den förstnämnde värvat offentligt stöd för hans krav. Vissa shiitiska lärda har avfärdat berättelsen om Umars och Umm Kulthums giftermål.

#### Valet av den tredje kalifen
År 644 (23 AH) knivhöggs Umar av Abu Lu'lu'a Firuz, en missnöjd persisk slav. På sin dödsbädd gav Umar en kommitté på sex personer i uppdrag att välja nästa kalif sinsemellan. Dessa sex män var alla tidiga följeslagare till Muhammed från Quraysh. Ali och Uthman var de två huvudkandidaterna i kommittén, även om man allmänt tror att sammansättningen och konfigurationen av kommittén lämnade liten möjlighet för Alis nominering. Två kommittémedlemmar, Sa'd ibn Abi Waqqas och Abd al-Rahman ibn Awf, var kusiner och naturligt benägna att stödja Ibn Awfs svåger, Uthman. Oavgjortrösten gavs till Ibn Awf, som erbjöd kalifatet till Ali på villkoret att han skulle regera i enlighet med Koranen, sunnan och de exempel som skapats av de två första kaliferna. Ali avvisade det tredje villkoret medan Uthman accepterade det. Det har föreslagits att Ibn Awf var medveten om Alis oenighet med de två senaste kaliferna och att han oundvikligen skulle ha förkastat det tredje villkoret.

### Uthmans kalifat
Uthmans regeringstid präglades av utbredda anklagelser om svågerpolitik och korruption, och han mördades slutligen 656 av missnöjda rebeller i ett angrepp under den andra belägringen av hans bostad i Medina. Ali var kritisk till Uthmans styre, tillsammans med andra seniora följeslagare, såsom Talha. Han drabbade samman med Uthman i religiösa frågor och hävdade att Uthman hade avvikit från sunnan (Muhammeds praxis), särskilt angående de religiösa straffen (hudud) som borde utdömts i flera fall, såsom de av Ubaydullah ibn Umar (anklagad för mord) och Walid ibn Uqba (anklagad för att ha druckit). Ali motsatte sig också Uthman för att han ändrade böneritualen, och för att han förklarade att han skulle ta allt han behövde från fey-pengarna. Ali försökte också skydda Muhammeds följeslagare som Ibn Mas'ud, Ammar ibn Yasir, Abu Dharr al-Ghifari, och Jundab ibn Kab al-Azdi, som alla mötte Uthmans vrede för att ha motsatt sig kalifen. Före upproret, år 654-655 (34 AH) kritiserade Ali Uthman för hans svågerpolitik på uppdrag av andra följeslagare.
Ali agerade ofta som medlare mellan rebellerna och Uthman under upproret. Innan deras första belägring år 656 (35 AH) varnade han de egyptiska rebellerna för de onda konsekvenserna av deras framfart, till skillnad från andra seniora följeslagare som uppmanade rebellerna att gå in i Medina. Ali ledde också förhandlingarna med rebellerna på uppdrag av Uthman och övertalade rebellerna att återvända hem genom att lova dem, i kalifens namn, upprättelse för alla sina klagomål och gå med på att agera som garant. På Alis insisterande levererade Uthman sedan ett offentligt uttalande om ånger i moskén, som han senare drog tillbaka under inflytande av Marwan, hans kusin och sekreterare. När deras meningsskiljaktigheter ökade vägrade Ali att ytterligare representera Uthman. Strax efter återvände de egyptiska rebellerna till Medina när de fångade en budbärare från Uthman som bar officiella instruktioner för guvernören i Egypten att straffa dissidenterna. Marwan får ofta skulden för detta brev snarare än Uthman, som vidhöll sin oskuld om det. Rebeller från Kufa och Basra anlände också till Medina, men de deltog inte i belägringen, och lyssnade på Alis råd för ickevåld. Den andra belägringen eskalerade snart, och Uthman mördades av rebellerna under de sista dagarna av juni år 656 (35 AH). Under den andra belägringen skadades Alis son, Hasan, när han stod på vakt vid Uthmans bostad på begäran av Ali, och han mildrade även belägringens svårighetsgrad genom att se till att Uthman fick vatten.
Enligt Jafri betraktade Ali sannolikt motståndsrörelsen som en front för de fattiga och förtrycktas rättvisa krav, även om det allmänt anses att han inte hade några nära band med rebellerna. Detta andliga snarare än politiska stöd av Ali för upproret har noterats av ett antal moderna historiker. al-Tabari skriver att Ali försökte frigöra sig från belägrarna av Uthmans bostad så snart omständigheterna tillät honom. Madelung berättar att Marwan flera år senare berättade för Zayn al-Abidin, sonson till Ali, att "Ingen [bland den islamiska samhällstoppen] var mer tempererad mot vår herre [Uthman] än din herre [Ali]."

## Tiden som kalif

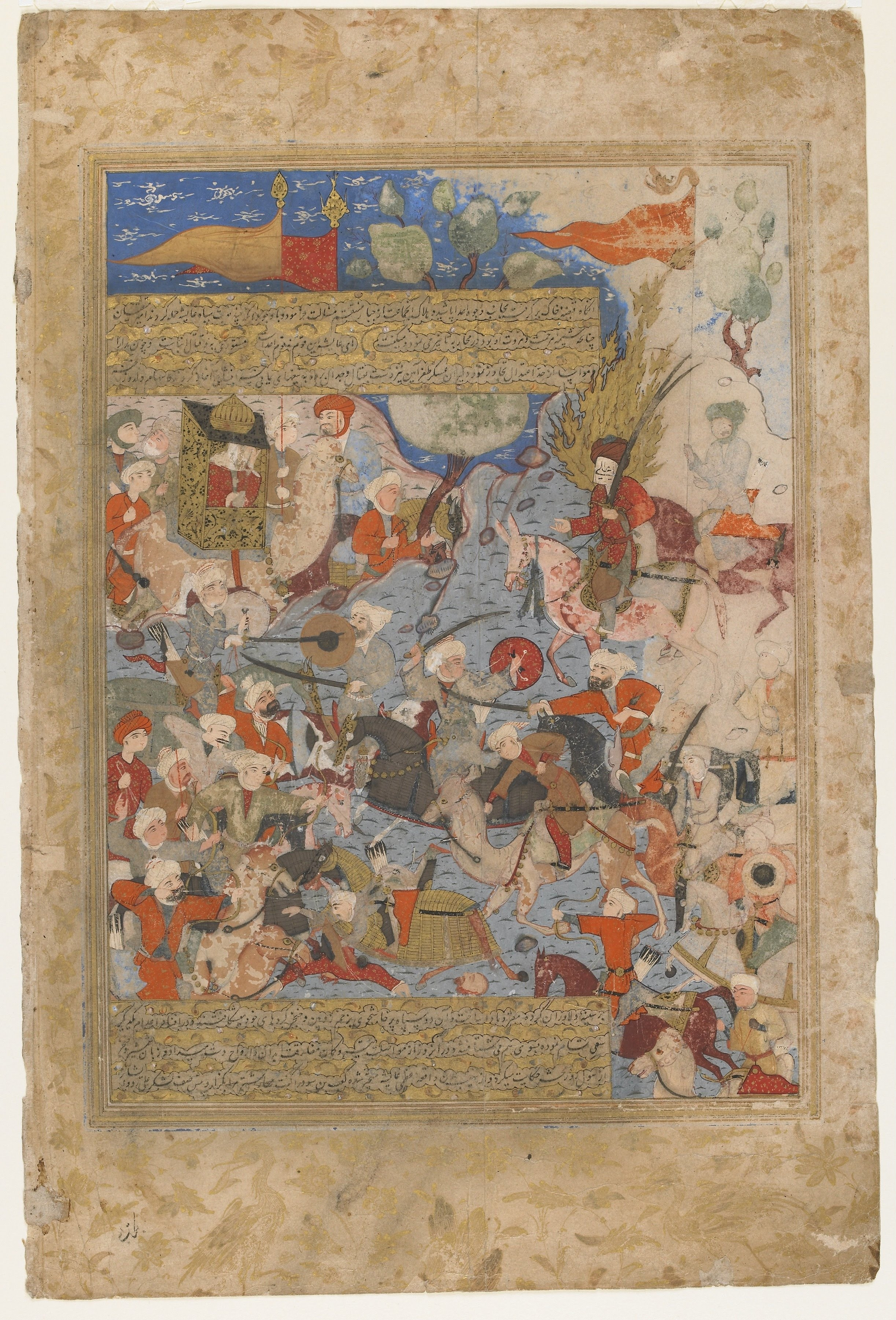
Ali och Aisha vid Kamelslaget.

Ali utsågs till ny kalif efter kalifen Usmans död 656, redan samma dag som föregångaren mördades. Talha ibn Ubaydullah och Zubayr ibn al-Awwam, som tidigare hade stått på Alis sida i kalifkonflikten, bröt nu med honom och beskyllde honom för mordet. Duon begav sig till Muhammeds änka Aisha i Mecka. Aisha kallade till sig de rättrogna för att hämnas den mördade. Inte bara umayyaderna anslöt sig till henne utan även många andra fiender till Ali.
Följden blev ett inbördeskrig. År 656 respektive 657 utspelades Kamelslaget och Slaget vid Siffin mellan de båda parterna.

## Död och begravning

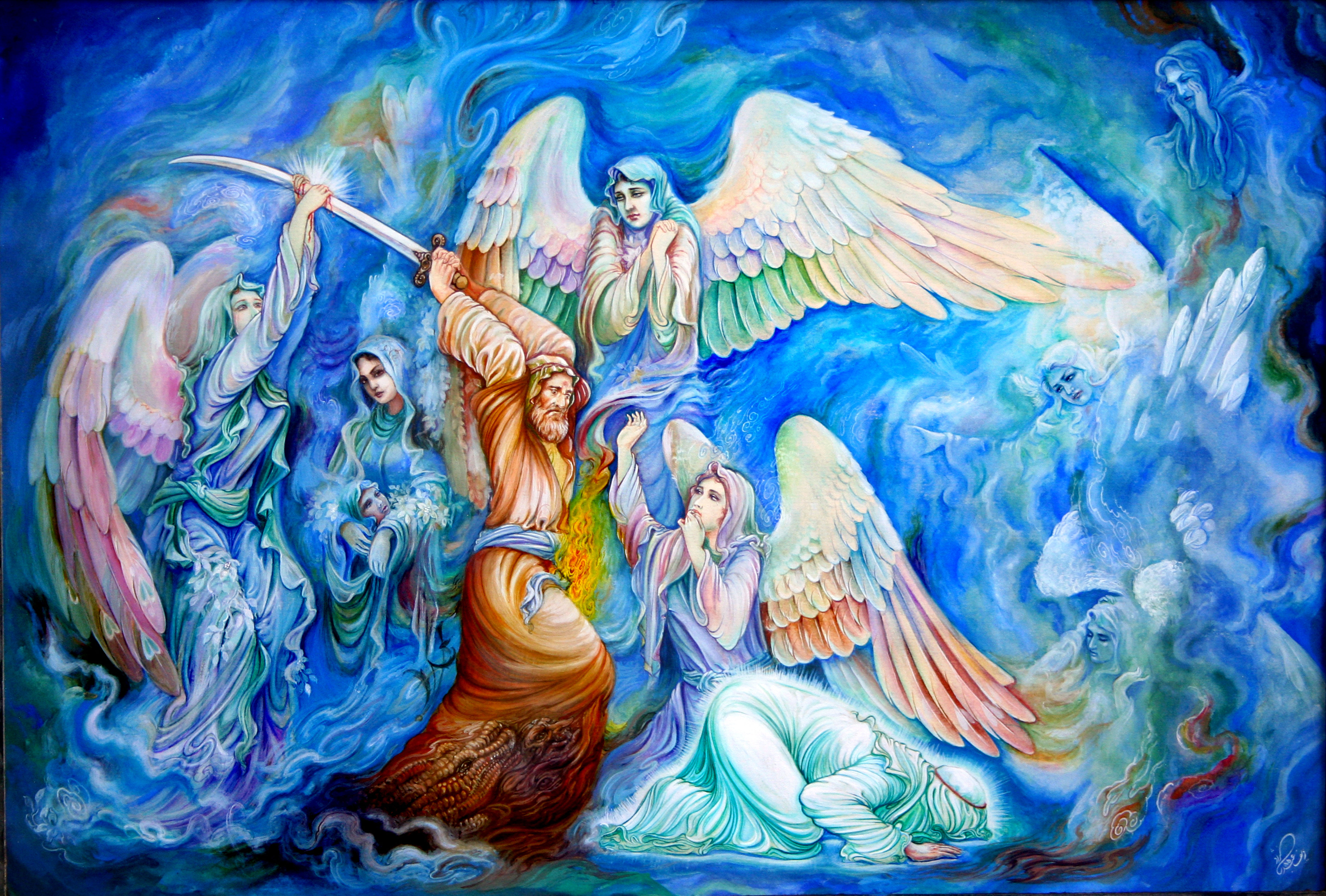
Mord på Ali ibn Abi Talib - Målare: Yousef Abdinejad

Efter ett uppror flyttade Ali till Kufa där han attackerades den 25 januari år 661, 19 ramadan 40 AH, med ett förgiftat svärd av Abdur Rahman bin Muljam al-Sarimi när han var upptagen med morgonbön i moskén. Han avled två dagar senare. Han räknas av muslimer som en framstående martyr. Han är begravd i Najaf, Irak.

## Verk
Ali ibn Abi Talib är även författaren av den kända boken Nahj al-Balagha som har beskrivits som ett litterärt mästerverk inom det arabiska språket.

## Status i hadither
Enligt en hadith (som liknar Hadith al-Thaqalayn) har profeten Muhammed beskrivit Ali som att han är med Koranen och att Koranen är med Ali; de kommer inte separeras från varandra tills de båda återvänder till profeten vid poolen. Muhammed bad till Gud att Han skulle föra sanningen med Ali vartän han vänder sig. Den islamiske profeten sa att man ska kolla på den grupp som kallar till Alis auktoritet och sedan hålla sig till den, eftersom den helt visst är med vägledningen. Muhammed sa att han är kunskapens stad och att Ali är dess port, den som därmed vill nå staden måste komma till dörren. Enligt boken Fath al-Bari fi Sharh Sahih al-Bukhari placerade Guds sändebud sin hand på sitt bröst och sa att han är varnaren, och vände sig mot Ali och sa att han är vägledaren, och de vägledda vägleds genom Ali efter honom. Enligt en hadith lyder den som lyder Ali både profeten och Gud, och tvärtom ifall man inte lyder Ali. I hadithen Sadd al-Abwab beordrade profeten att alla dörrar (som sågs från Medinas moské) skulle stängas, förutom Alis dörr. Profeten sa att Ali är från honom och att han är från Ali. Ingen ska representera honom förutom han själv eller Ali.

### Källhänvisningar
1. 1 2  Mecca, Hijjaz region, Pre-Islamic Arabia.[källa från Wikidata]
2. 1 2 3 4 5 6  Али ибн Абу Талиб, Islamskij entsiklopeditjeskij slovar'.[källa från Wikidata]
3. ↑  Хасан ибн Али, Islamskij entsiklopeditjeskij slovar'.[källa från Wikidata]
4. ↑  Зайнаб бинт Али, Islamskij entsiklopeditjeskij slovar'.[källa från Wikidata]
5. ↑  Хусайн ибн Али, Islamskij entsiklopeditjeskij slovar'.[källa från Wikidata]
6. ↑  New World Encyclopedia/ Ali ibn Abi Talib
7. ↑  Ph.D, Coeli Fitzpatrick 2014, s. 20.
8. ↑  Bæk Simonsen, Jørgen (1994). ”'Ali”. Islamlexikonet. Forum. ISBN 91-37-10552-3
9. ↑  Encyclopaedia of Holy Prophet and Companions - Birth and Childhood (engelska)
10. 1 2  Coeli Fitzpatrick 2014.
11. ↑  ”Ali”. Encyclopædia Britannica. http://www.britannica.com/eb/article-9005712/Ali.
12. ↑  Rogerson  2004, s. 72-73.
13. ↑  admin. ”Profetens första hjälpare – Imamen.se”. https://imamen.se/profetens-forsta-hjalpare/. Läst 3 oktober 2019.
14. ↑  
Steigerwald, Diana. ”'Ali ibn Abi Talib”. Encyclopaedia of Islam and the Muslim world, vol.1.. Forum. ISBN 0028656040
15. ↑  Öz, vol, 2, s. 392-393.
16. 1 2  Momen 1985, s. 12.
17. 1 2 3 4 5 6  Gleave 2008.
18. ↑  Rubin 1995, s. 136-137.
19. 1 2 3 4 5 6 7 8 9 10 11  Nasr, Seyyed Hossein. "Ali". Encyclopædia Britannica Online. Encyclopædia Britannica, Inc. Arkiverad från originalet den 18 oktober 2007. Hämtad 12 oktober 2007.
20. ↑  ”Koranens budskap”. koranensbudskap.se. Arkiverad från originalet den 22 februari 2022. https://web.archive.org/web/20220222190820/http://koranensbudskap.se/translations.aspx?chapterID=2&verseNr=207&langID=. Läst 27 juli 2022.
21. ↑  Mavani 2013, s. 71.
22. 1 2 3 4 5 6 7 8 9 10  Veccia Vaglieri 1960.
23. 1 2  Madelung 1997, s. 15-16.
24. ↑  Momen 1985, s. 13-14.
25. 1 2  Bar-Asher, Meir M., Kofsky, Aryeh 2002, s. 141.
26. ↑  ”Koranens budskap”. koranensbudskap.se. Arkiverad från originalet den 22 februari 2022. https://web.archive.org/web/20220222221133/http://koranensbudskap.se/translations.aspx?chapterID=3&verseNr=61&langID=. Läst 27 juli 2022.
27. 1 2  Madelung 1997, s. 16.
28. ↑  Mavani 2013, s. 71-72.
29. ↑  Momen 1985, s. 14.
30. ↑  Momen 1985, s. 14, 16, 17.
31. ↑  Algar 1984.
32. 1 2 3  "ʿAlī b. Abī Ṭāleb". Encyclopædia Iranica. Arkiverad från originalet den 29 april 2011. Hämtad 16 december 2010.
33. ↑  Momen 1985, s. 13. Veccia Vaglieri 1960.
34. ↑  Momen 1985, s. 14. Fitzpatrick & Walker 2014, s. 21.
35. ↑  Ph.D, Coeli Fitzpatrick 2014, s. 21.
36. ↑  Huart 2022.
37. 1 2 3  Veccia Vaglieri 1960, s. 381.
38. 1 2  Poonawala 1985.
39. ↑  Shah-Kazemi 2014.
40. ↑  Donner 2010, s. 72-73. Crone & Cook 1977.
41. ↑  Dakake 2008, s. 34-39.
42. ↑  Dakake 2008, s. 34-37.
43. ↑  Veccia Vaglieri 2012.
44. ↑  Momen 1985, s. 15. Mavani 2013, s. 80.
45. ↑  Veccia Vaglieri 2022. Amir-Moezzi 2022. Campo 2009. Abbas 2021, s. 79.
46. 1 2 3  Veccia Vaglieri 2022.
47. ↑  Wensinck & Crone (2022).
48. ↑  Dakake 2008, s. 44-48. Tabatabaei 1979, s. 40.
49. ↑  Wain & Hashim Kamali 2017, s. 12.
50. ↑  Dakake 2008, s. 36-44. Amir-Moezzi 2022.
51. ↑  Madelung 1997, s. 253. Dakake 2008, s. 41.
52. ↑  Jafri 1979, s. 39. Momen 1985, s. 18.
53. ↑  Madelung 1997, s. 30-32.
54. ↑  Madelung 1997, s. 31-33.
55. ↑  Jafri 1979, s. 37. Madelung 1997, s. 35.
56. ↑  Madelung 1997, s. 36, 40. Jafri 1979, s. 38.
57. ↑  Madelung 1997, s. 43.
58. ↑  Fitzpatrick & Walker 2014, s. 3.
59. ↑  Jafri 1979, s. 40-41. Steigerwald 2004.
60. ↑  Madelung 1997, s. 43. Fitzpatrick & Walker 2014, s. 186. Jafri 1979, s. 39.
61. ↑  Madelung 1997, s. 43-44.
62. ↑  Jafri 1979, s. 44. Momen 1985, s. 19-20.
63. ↑  Fitzpatrick & Walker 2014, s. 3-4.
64. ↑  de-Gaia 2018, s. 56.
65. ↑  Madelung 1997, s. 141. Jafri 1979, s. 44. Momen 1985, s. 19-20.
66. ↑  Madelung 1997, s. 141, 253. Mavani 2013, s. 113. Momen 1985, s. 62.
67. ↑  Mavani 2013, s. 114, 117. Madelung 1997, s. 253.
68. ↑  Jafri 1979, s. 23.
69. ↑  Badie 2017, s. 3.
70. 1 2 3  Fitzpatrick & Walker 2014, s. 186.
71. ↑  Madelung 1997, s. 50, 51, 360.
72. ↑  Madelung 1997, s. 52.
73. 1 2 3 4  Anthony 2013.
74. ↑  Fitzpatrick & Walker 2014, s. 561.
75. ↑  Madelung 1997, s. 50.
76. ↑  Sajjadi 2021.
77. ↑  Madelung 1997, s. 50-51.
78. ↑  ”Koranens budskap”. koranensbudskap.se. Arkiverad från originalet den 25 september 2022. https://web.archive.org/web/20220925104254/http://koranensbudskap.se/translations.aspx?chapterID=27&verseNr=16&langID=. Läst 29 juli 2022.
79. ↑  ”Koranens budskap”. koranensbudskap.se. Arkiverad från originalet den 29 juli 2022. https://web.archive.org/web/20220729075459/http://koranensbudskap.se/translations.aspx?chapterID=19&verseNr=6&langID=. Läst 29 juli 2022.
80. ↑  Madelung 1997, s. 361.
81. ↑  Madelung 1997, s. 360.
82. 1 2  Madelung 1997, s. 43.
83. 1 2  Jafri 1979, s. 39.
84. ↑  Meri 2006, s. 249.
85. ↑  Jafri 1979, s. 41.
86. ↑  Momen 1985, s. 19.
87. ↑  Jafri 1979, s. 39, 40.
88. 1 2 3 4 5 6 7 8  Poonawala 2011.
89. ↑  Abbas 2021, s. 97-98.
90. ↑  Khetia 2013, s. 39.
91. ↑  Khetia 2013, s. 32.
92. ↑  Fitzpatrick & Walker 2014, s. 22.
93. 1 2  Mavani 2013, s. 117.
94. 1 2 3  Nasr & Afsaruddin 2021.
95. ↑  Nasr, Seyyed Hossein (2007). "Quran". Encyclopædia Britannica Online. Arkiverad från originalet den 16 oktober 2007. Hämtad 4 november 2007.
96. ↑  Aslan 2011, s. 122.
97. ↑  Madelung 1997, s. 42, 52-54, 213-214.
98. ↑  Momen 1985, s. 20.
99. ↑  Veccia Vaglieri 1960, s. 382.
100. ↑  Glassé 2001, s. 40.
101. ↑  Madelung 1997, s. 66-67.
102. ↑  Madelung 1997, s. 62, 65.
103. ↑  Madelung 1997, s. 62-64.
104. ↑  Madelung 1997, s. 67.
105. ↑  ”Section 4: Umar’s Marriage to Umm Kulthum in Shiite Narrations” (på engelska). www.al-islam.org. 9 december 2015. https://www.al-islam.org/critical-assessment-umm-kulthums-marriage-umar-sayyid-ali-al-husayni-al-milani/section-4-umars. Läst 29 juli 2022.
106. ↑  Pellat 2011.
107. 1 2  Jafri 1979, s. 50.
108. ↑  Madelung 1997, s. 71-72.
109. 1 2  Momen 1985, s. 21.
110. ↑  Jafri 1979, s. 50, 52.
111. ↑  Bodley 1946, s. 348.
112. ↑  Momen 1985, s. 21, 25.
113. ↑  Abbas 2021, s. 116.
114. ↑  Madelung 1997, s. 81.
115. ↑  Glassé 2001, s. 423.
116. ↑  Bodley 1946, s. 349.
117. 1 2 3  Levi Della Vida & Khoury 2000.
118. ↑  Madelung 1997, s. 103.
119. 1 2  Madelung 1997, s. 108.
120. ↑  Madelung 1997, s. 109.
121. ↑  Madelung 1997, s. 111, 113.
122. ↑  Madelung 1997, s. 111.
123. ↑  Madelung 1997, s. 117.
124. ↑  Madelung 1997, s. 118-119.
125. ↑  Madelung 1997, s. 111, 119.
126. ↑  Madelung 1997, s. 122.
127. ↑  Madelung 1997, s. 123.
128. ↑  Madelung 1997, s. 111-112.
129. ↑  Madelung 1997, s. 124, 125.
130. ↑  Madelung 1997, s. 127.
131. ↑  Madelung 1997, s. 128.
132. ↑  Veccia Vaglieri 2021. Jafri 1979, s. 62. Nasr & Afsaruddin 2021.
133. ↑  Madelung 1997, s. 133-134.
134. ↑  Madelung 1997, s. 112-113.
135. ↑  Jafri 1979, s. 63-64.
136. ↑  Hildebrand, Hans; Hjärne, Harald; Pflugk-Harttung, Julius von. ”169 (Världshistoria / Orienten)”. runeberg.org. https://runeberg.org/vrldhist/3/0191.html. Läst 7 augusti 2021.
137. ↑  ibn Abi Taleb, Ali (2011). Nahjul Balagha - Höjden av vältalighet. Läst 1 maj 2015
138. ↑  Al-Mustadrak 'ala al-Sahihain, al-Hakim al-Naysaburi, nr 4685[död länk] (autentisk källa enligt al-Hakim).
139. ↑  Al-Mustadrak 'ala al-Sahihain, al-Hakim al-Naysaburi, nr 4686 Arkiverad 20 september 2017 hämtat från the Wayback Machine. (autentisk källa enligt al-Hakim).
140. ↑  Majma' al-Zawa'id wa manba' al-fawa'id, al-Haythami, nr. 12032 Arkiverad 19 november 2013 hämtat från the Wayback Machine. (personerna är pålitliga enligt al-Haythami).
141. ↑  Al-Mustadrak 'ala al-Sahihain, al-Hakim al-Naysaburi, nr 4693[död länk] (källan är autentisk enligt författaren).
142. ↑  Fatḥ al-Bari fi Sharḥ Ṣaḥiḥ al-Bukhari, Hajar al-'Asqalani, bab qawlihi kashajaratin tayyibah...[död länk] (källan är god enligt al-'Asqalani).
143. ↑  Al-Mustadrak 'ala al-Sahihain, al-Hakim al-Naysaburi, nr 4675 Arkiverad 14 augusti 2017 hämtat från the Wayback Machine. (hadithen är autentisk enligt al-Hakim).
144. ↑  ”Hadith - Chapters on Virtues - Jami` at-Tirmidhi - Sunnah.com - Sayings and Teachings of Prophet Muhammad (صلى الله عليه و سلم)”. sunnah.com. https://sunnah.com/urn/636110. Läst 26 april 2019.
145. ↑  ”Hadith - Chapters on Virtues - Jami` at-Tirmidhi - Sunnah.com - Sayings and Teachings of Prophet Muhammad (صلى الله عليه و سلم)”. sunnah.com. https://sunnah.com/urn/635950. Läst 26 april 2019.
146. ↑  ”Hadith - Book of Peacemaking - Sahih al-Bukhari - Sunnah.com - Sayings and Teachings of Prophet Muhammad (صلى الله عليه و سلم)”. sunnah.com. https://sunnah.com/bukhari/53/9. Läst 1 juni 2019.
147. ↑  ”Hadith - Chapters on Virtues - Jami` at-Tirmidhi - Sunnah.com - Sayings and Teachings of Prophet Muhammad (صلى الله عليه و سلم)”. sunnah.com. https://sunnah.com/urn/635990. Läst 26 april 2019.